# (10973) Thomasreiter
(10973) Thomasreiter ist ein Asteroid des Hauptgürtels, der am 29. September 1973 von dem niederländischen Astronomenehepaar Cornelis Johannes van Houten und Ingrid van Houten-Groeneveld entdeckt wurde. Die Entdeckung geschah im Rahmen der 2. Trojaner-Durchmusterung, bei der von Tom Gehrels mit dem 120-cm-Oschin-Schmidt-Teleskop des Palomar-Observatoriums aufgenommene Feldplatten an der Universität Leiden durchmustert wurden, 13 Jahre nach Beginn des Palomar-Leiden-Surveys.
Der Asteroid wurde am 20. Mai 2008 nach dem deutschen Testpiloten und ehemaligen Astronauten Thomas Reiter (* 1958) benannt, der als erster Europäer Langzeitmissioen unternahm; 1995–1996 auf der russischen Raumstation Mir und 2006 auf der Internationalen Raumstation (ISS).